# 沙爾巴克季區
52°30′00″N 78°09′36″E / 52.50000°N 78.16000°E

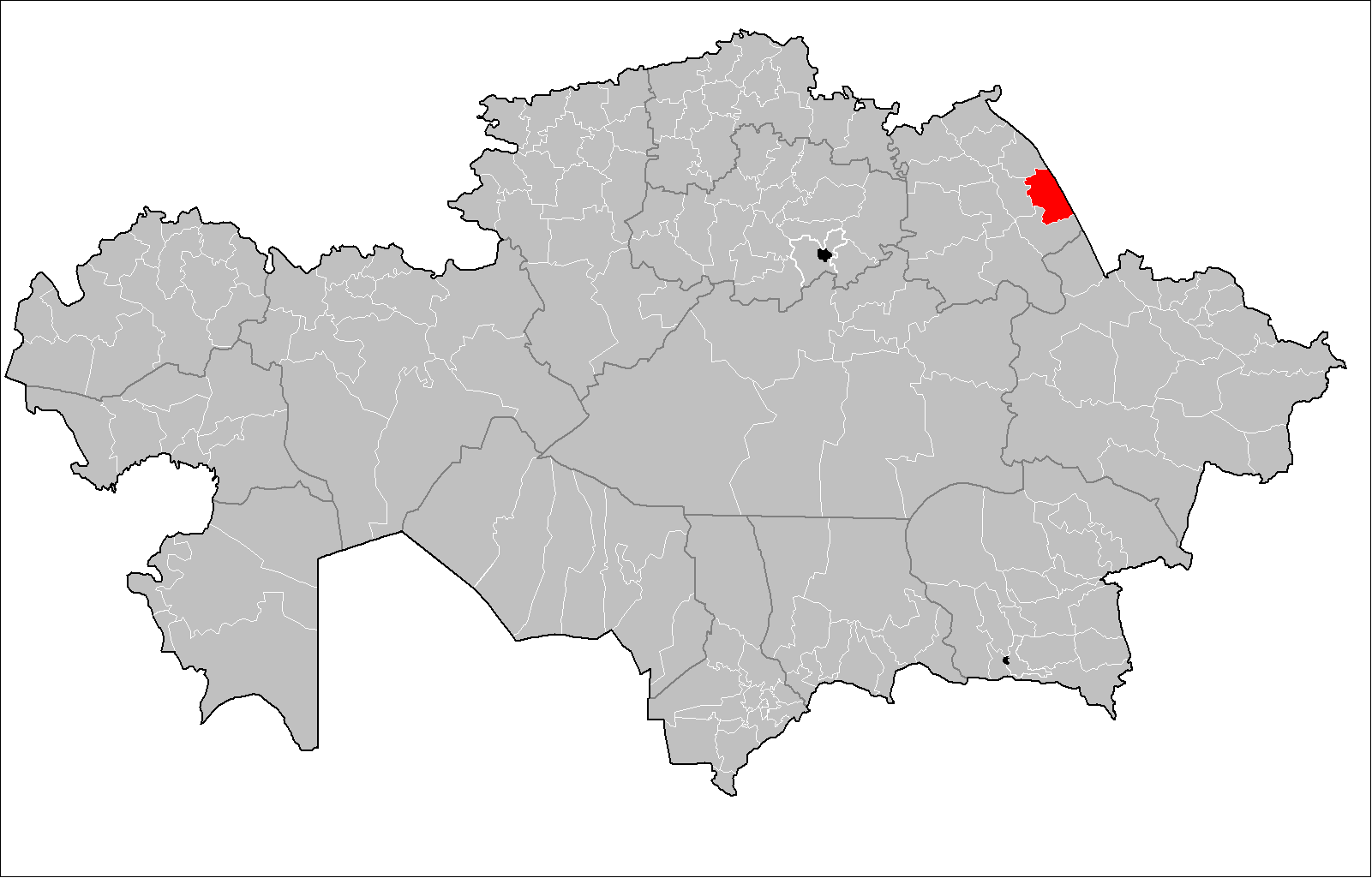

沙爾巴克季區是哈薩克斯坦的行政區，位於該國東北部，由巴甫洛達爾州負責管轄，首府設於沙爾巴克季，始建於1928年，面積6,900平方公里，2012年人口21,349。